# Caso Azaria Chamberlain
Il caso Azaria Chamberlain riguarda la scomparsa di una bambina australiana la notte del 17 agosto 1980 durante un campeggio con la famiglia; il suo corpo non fu mai ritrovato. I suoi genitori dichiararono che era stata portata via dalla loro tenda da un dingo; questa versione non fu ritenuta credibile e, nonostante l'assenza del corpo, del movente e di testimoni, i due genitori vennero processati e condannati per omicidio fino a quando, grazie a un brandello del vestito della bambina ritrovato tre anni dopo vicino a una tana di dingo furono aperte nuove inchieste che portarono all'annullamento della condanna; nel 2012, 32 anni dopo la morte di Azaria, la versione dei fatti dei Chamberlain fu ufficialmente riconosciuta da un medico legale.
Sono stati scritti numerosi libri sul caso ed esistono diversi riferimenti del caso nella cultura popolare, come il modo di dire in lingua inglese "A dingo ate my baby" ("Un dingo ha mangiato il mio bambino"). La storia divenne un film per la televisione, un lungometraggio intitolato Un grido nella notte, una miniserie televisiva, una commedia, un concept album della band australiana The Paradise Motel e un'opera teatrale (Lindy di Moya Henderson).

## Storia

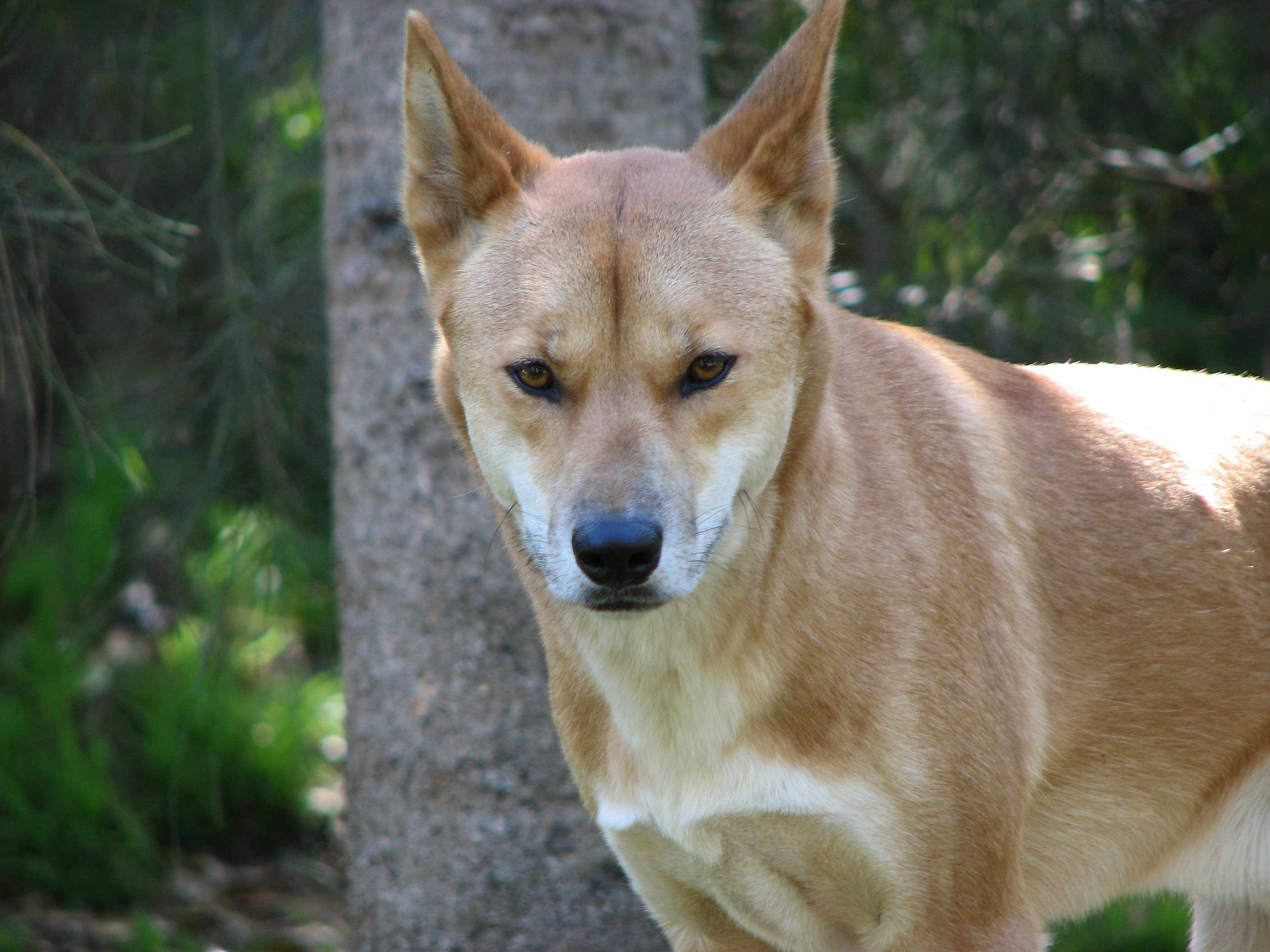
Un dingo

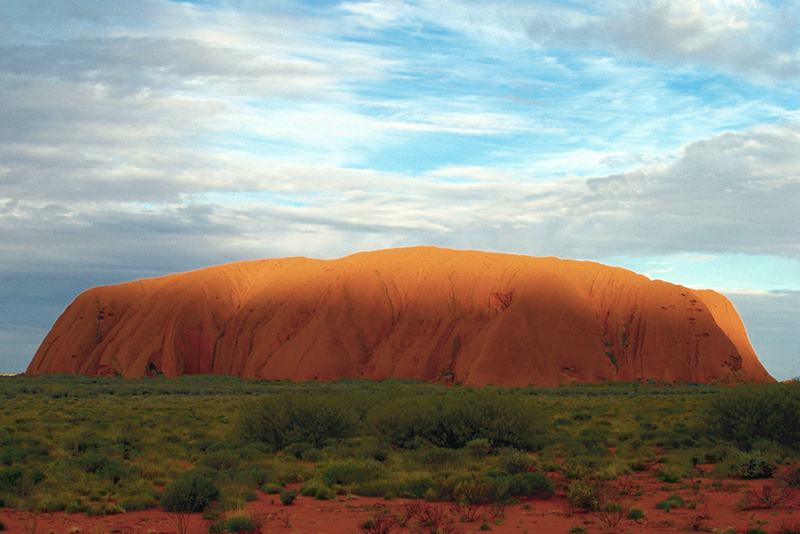
Il massiccio di Uluṟu nel 2007

Azaria Chantel Loren Chamberlain, nata l'11 giugno 1980, era una bambina di nove settimane che scomparve la notte del 17 agosto 1980 durante un campeggio con la famiglia a Uluṟu nel Territorio del Nord; i due genitori, Lindy e Michael Chamberlain, dichiararono che era stata portata via dalla loro tenda da un dingo. Ciò nonostante, Lindy fu processata per omicidio e trascorse più di tre anni in prigione, benché non ci fossero "nessun corpo, nessun movente e nessun testimone oculare che avesse incriminato i Chamberlain" e che "nessuno dei testimoni (gli altri campeggiatori, ranger, e la polizia del luogo che inizialmente arrivò sul posto), dubitasse che la bambina fosse stata presa da un dingo".
Una prima inchiesta tenutasi a Alice Springs sostenne le dichiarazioni dei genitori e fu fortemente critica verso le indagini della polizia. I risultati dell'inchiesta vennero trasmessi in diretta televisiva, una novità per l'Australia. Successivamente, dopo un'ulteriore indagine e una seconda inchiesta effettuate a Darwin, la madre venne processata per omicidio e, il 29 ottobre 1982, fu condannata all'ergastolo mentre il padre di Azaria, Michael, venne condannato per complicità in omicidio con la pena sospesa con la condizionale. L'attenzione dei media per il processo fu insolitamente intensa e portò ad accuse di sensazionalismo, mentre il processo stesso fu criticato per essere poco professionale e di parte. I Chamberlain presentarono diversi ricorsi senza successo, incluso l'appello finale alla Corte Suprema dell'Australia.
Dopo che furono esauriti tutti i possibili ricorsi giudiziari, la scoperta casuale nel 1986 di un capo di abbigliamento di Azaria in una zona con numerose tane di dingo portò alla scarcerazione di Lindy Chamberlain. Il 15 settembre 1988, la Corte d'appello penale del Territorio del Nord annullò all'unanimità tutte le condanne contro Lindy e Michael. Una terza inchiesta partì nel 1995, portando a una conclusione "aperta". In una quarta inchiesta tenutasi il 12 giugno 2012, il medico legale Elizabeth Morris stabilì in via definitiva che Azaria Chamberlain era stata presa e uccisa da un dingo. Dopo essere stata rilasciata, Lindy Chamberlain fu risarcita con 1,3 milioni di dollari australiani per ingiusta detenzione e venne emesso un certificato di morte modificato.

## Inchieste
La prima inchiesta del coroner sulla scomparsa fu aperta ad Alice Springs il 15 dicembre 1980 davanti al magistrato Denis Barritt. Il 20 febbraio 1981, nella prima diretta televisiva di un procedimento giudiziario australiano, Barritt stabilì che la causa probabile della scomparsa era quella di un attacco di un dingo. Oltre a questo esito, Barritt concluse che, dopo l'attacco, "il corpo di Azaria è stato sottratto al dingo, e in seguito preso in un modo non definito, da una o più persone, di nome ignoto".
La polizia del Territorio del Nord e i pubblici ministeri non furono soddisfatti da questa conclusione. Le indagini continuarono, portando a una seconda inchiesta effettuata a Darwin nel settembre 1981. Basandosi sulle fotografie ultraviolette della tuta di Azaria, James Cameron del London Hospital Medical College stabilì che "c'era il taglio di una ferita sul collo del maglione... in poche parole, un taglio alla gola" e che c'era l'impronta della mano di un piccolo adulto sulla tuta, visibile nelle fotografie. In seguito a questo e ad altri risultati, i Chamberlain furono accusati dell'omicidio di Azaria.
Nel 1995 è stata condotta una terza inchiesta che non è riuscita a determinare la causa della morte, risultando in conclusione non definitiva.

## Processo
L'accusa affermò che Lindy Chamberlain aveva tagliato la gola alla figlia Azaria sul sedile anteriore dell'auto di famiglia, nascondendo il corpo della bambina in una grande custodia per macchina fotografica. Quindi, secondo la ricostruzione proposta del delitto, si riunì al gruppo di campeggiatori attorno a un falò e diede da mangiare a uno dei suoi figli una lattina di fagioli cotti, prima di tornare nella tenda e iniziare a gridare che un dingo le aveva preso la bambina. Si ritenne quindi che in un secondo momento, mentre gli altri campeggiatori erano ad effettuare le ricerche, si era sbarazzata del corpo.
La prova chiave a sostegno di questa accusa era la tuta, scoperta circa una settimana dopo la scomparsa della bambina a circa 4 km dalla tenda, macchiata di sangue intorno al collo, nonché un rapporto forense molto controverso che affermava di aver trovato prove di emoglobina fetale in alcune macchie sul sedile anteriore della berlina Torana del 1977 dei Chamberlain. L'emoglobina fetale è presente nei bambini con meno di sei mesi; Azaria aveva nove settimane al momento della sua scomparsa.
Lindy Chamberlain fu interrogata sugli indumenti che Azaria indossava. Dichiarò che Azaria indossava un cardigan sopra la tuta, ma la giacca non c'era quando vennero ritrovati gli indumenti. Fu inoltre interrogata sul fatto che la canottiera di Azaria, che era all'interno della tuta, fosse al rovescio. Lindy insistette sul fatto che non avrebbe mai messo una canottiera ai suoi bambini al rovescio e che era molto precisa su questo. La dichiarazione era in conflitto con lo stato degli indumenti quando vennero utilizzati come prova. Gli indumenti erano stati usati dagli investigatori per una fotografia.
In sua difesa, vennero presentate prove oculari di alcuni dingo visti nella zona la sera del 17 agosto 1980. Tutti i testimoni affermarono di credere alla storia dei Chamberlain. Un testimone, un'infermiera, riferì di aver sentito il pianto di un bambino dopo il momento in cui l'accusa dichiarò che Azaria era stata assassinata. Fu dimostrato che anche il sangue adulto passava il test utilizzato per l'emoglobina fetale e che altri composti organici potevano produrre risultati simili su quel particolare test, tra cui muco dal naso e frappé al cioccolato, entrambi presenti nel veicolo in cui Azaria sarebbe stata assassinata.
L'ingegnere Les Harris, che aveva condotto ricerche sui dingo per oltre un decennio, affermò che, contrariamente alle scoperte di Cameron, i denti carnassiali di un dingo sono in grado tranciare materiali duri come le cinture di sicurezza dei veicoli a motore. Fece inoltre un esempio di una femmina di dingo in cattività che era stata in grado di rimuovere un pezzo di carne dalla carta che lo ricopriva, lasciando intatta la carta.
La tesi della difesa fu respinta dalla giuria. Lindy Chamberlain fu incriminata per omicidio il 29 ottobre 1982 e condannata all'ergastolo. Michael Chamberlain fu ritenuto complice del delitto, e condannato a 18 mesi, sospesi con la condizionale.
Nell'aprile 1983 venne presentato un ricorso infruttuoso alla Corte federale. Successivamente, venne richiesto di annullare le condanne alla Corte Suprema dell'Australia in quanto i verdetti erano incerti e insoddisfacenti. Tuttavia, nel febbraio 1984 la Corte respinse il ricorso a maggioranza.

## Rilascio e assoluzione
La soluzione decisiva del caso arrivò in maniera casuale. All'inizio del 1986, il turista inglese David Brett morì a causa di una caduta dall'Uluṟu durante una scalata pomeridiana. A causa delle vaste dimensioni della roccia e della natura folta di arbusti del terreno circostante, trascorsero otto giorni prima che i resti di Brett fossero scoperti, sotto la parete dove aveva perso l'equilibrio e in una zona piena di tane di dingo. Mentre la polizia stava battendo la zona alla ricerca di ossa mancanti che potevano essere state portate via dai dingo, rinvennero il cardigan di Azaria, che non era stato inizialmente ritrovato.
Il Primo Ministro del territorio del Nord ordinò l'immediato rilascio di Lindy Chamberlain e il caso venne riaperto. Il 15 settembre 1988, la Corte d'appello penale del Territorio del Nord annullò all'unanimità tutte le condanne contro Lindy e Michael Chamberlain.
La natura discutibile delle prove forensi nel processo Chamberlain e il peso ad esse attribuito, sollevarono preoccupazioni su tali procedure e sulle testimonianze di esperti all'interno dei processi giudiziari. L'accusa aveva sostenuto con successo che i test cardine dell'emoglobina indicavano la presenza di emoglobina fetale nell'auto dei Chamberlain e questo fu un fattore importante ai fini della condanna. Ma in seguito fu dimostrato che questi test erano altamente inaffidabili e che test simili, condotti su un "insonorizzante" spruzzato durante la fabbricazione dell'auto, avevano dato risultati praticamente identici.
Due anni dopo la scarcerazione, i Chamberlain ricevettero 1,3 milioni di dollari australiani di risarcimento per ingiusta detenzione, una somma che copriva meno di un terzo delle spese legali sostenute.
I risultati della terza inchiesta del medico legale furono resi noti il 13 dicembre 1995; il medico legale ritenne "la causa e le modalità della morte sconosciute".
Nel dicembre 2011, Elizabeth Morris, allora uno dei coroner del Territorio del Nord, annunciò che una quarta inchiesta si sarebbe svolta nel febbraio 2012. Durante una quarta inchiesta sulla scomparsa di Azaria Chamberlain, il 12 giugno 2012, la Morris stabilì che un dingo era responsabile della morte della bambina nel 1980. La Morris ha dichiarato: "Azaria Chamberlain morì ad Ayers Rock il 17 agosto 1980. La causa della morte è stata l'attacco di un dingo." La scoperta fu raggiunta anche grazie a successive segnalazioni di attacchi di dingo a persone che causarono lesioni e in alcuni casi la morte. Successivamente offrì le sue condoglianze ai genitori e ai fratelli di Azaria Chamberlain "per la morte della [loro] figlia e sorella speciale e amatissima", e aggiunse che era stato registrato un certificato di morte con la causa della morte della bambina.

## Mass media
Il processo Chamberlain fu molto pubblicizzato. Dato che la maggior parte delle prove presentate nel processo contro Lindy Chamberlain furono successivamente respinte, il caso è ora spesso utilizzato come esempio di come i media e i pregiudizi possono influenzare negativamente un processo.
L'opinione pubblica e dei media durante il processo fu divisa, con "voci fantasiose e battute disgustose" e molte vignette. In particolare, ci furono accuse contro Lindy Chamberlain per il fatto che non si comportasse come una madre in lutto "stereotipata". Si parlò molto della religione avventista dei Chamberlain, comprese false accuse che la chiesa fosse in realtà un culto che uccideva i bambini come parte di bizzarre cerimonie religiose.
Venne ricevuta una soffiata anonima da un uomo, che affermava falsamente di essere il medico di Azaria nella città di Mount Isa, che il nome "Azaria" significasse "sacrificio nel deserto" (in realtà significa "benedetto da Dio"). Altri affermarono invece che Lindy Chamberlain era una strega.
Fu falsamente riportato che Lindy Chamberlain vestiva la bambina con un abito nero. Ciò provocò un'opinione negativa, nonostante le tendenze dei primi anni '80, durante le quali erano di moda vestiti per ragazze in cotone nero e blu scuro, spesso guarniti con nastri dai colori vivaci, o stampati con rametti di fiori dai colori vivaci.

## Eventi successivi
Dopo il caso Chamberlain, ci furono dibattiti riguardanti comprovati attacchi agli esseri umani da parte dei dingo, in particolare attacchi di dingo a Fraser Island (al largo della costa del Queensland), l'ultimo rifugio in Australia per degli isolati dingo selvatici di razza pura. Sulla scia di questi attacchi, emerse che c'erano stati almeno 400 attacchi di dingo documentati a Fraser Island. La maggior parte erano contro i bambini, ma almeno due avvennero contro adulti. Ad esempio, nell'aprile 1998, una bambina di 13 mesi fu attaccata da un dingo e trascinata per circa un metro da una coperta da picnic nell'area del campeggio di Waddy Point. Il bambino fu lasciato cadere quando intervenne il padre.
Nel luglio 2004, Frank Cole, un pensionato di Melbourne, affermò di aver sparato a un dingo nel 1980 e di avergli trovato un bambino in bocca. Dopo aver intervistato Cole riguardo al fatto, la polizia decise di non riaprire il caso. Cole aggiunse di avere i nastri della giacca che Azaria indossava quando scomparve come prova del suo coinvolgimento. Tuttavia, Lindy Chamberlain dichiarò che la giacca non aveva nastri. La credibilità di Cole fu ulteriormente danneggiata quando venne rivelato che aveva fatto affermazioni infondate su un altro caso.
Nell'agosto 2005, una donna di 25 anni di nome Erin Horsburgh disse di essere Azaria Chamberlain, ma le sue affermazioni vennero respinte dalle autorità e dal programma Media Watch dell'Australian Broadcasting Corporation, che ha affermato che nessuna delle prove che collegavano la Horsburgh al caso Chamberlain aveva qualche veridicità.
Michael Chamberlain è morto di leucemia il 9 gennaio 2017, a 72 anni.

## Impatto mediatico e culturale
- Il National Museum of Australia ha nella sua collezione più di 250 oggetti relativi alla scomparsa di Azaria Chamberlain, che Lindy Chamberlain ha contribuito a documentare. Gli oggetti includono schizzi utilizzati in tribunale degli artisti Jo Darbyshire e Veronica O'Leary,[31] attrezzatura da campeggio, un pezzo del cruscotto dell'auto della famiglia Chamberlain, abiti indossati da Lindy Chamberlain, il numero della porta della sua prigione e l'abito nero indossato da Azaria.[23][32] La Biblioteca nazionale australiana possiede una piccola collezione di oggetti relativi ad Azaria, come i suoi atti di nascita e il suo braccialetto di identificazione dell'ospedale, oltre a una collezione di manoscritti che comprende circa 20.000 documenti tra cui parte della corrispondenza della famiglia Chamberlain e un gran numero di lettere da parte del pubblico.[31]
- La morte di Azaria Chamberlain è stata oggetto di numerosi libri, film e programmi televisivi e altre pubblicazioni e resoconti. Il libro di John Bryson Evil Angels venne pubblicato nel 1985, e successivamente adattato dal regista australiano Fred Schepisi in un film del 1988 con lo stesso titolo (pubblicato come Un grido nella notte al di fuori dell'Australia e della Nuova Zelanda),[33] con Meryl Streep nel ruolo di Lindy Chamberlain e Sam Neill come Michael. Per questo film la Streep ottenne l'ottava nomination all'Oscar, la palma d'oro a Cannes e il suo primo premio AFI.[34]
- Nel 2002, Lindy, un'opera di Moya Henderson, fu presentata dalla Opera Australia alla Sydney Opera House .[20][35]
- La storia è stata riprodotta in una miniserie televisiva, Through My Eyes (2004), con Miranda Otto e Craig McLachlan nei panni dei Chamberlains. Questa miniserie era basata sull'omonimo libro di Lindy.[36]
- La morte di Azaria e la storia della ricerca del corpo, del processo e della risoluzione del caso Chamberlain sono stati documentati in un podcast commerciale, A Perfect Storm: The True Story of the Chamberlains .[37][38] Il caso è stato trattato anche dal podcast Casefile, episodio 136,[39] dal podcast debunking You're Wrong About,[40] dal podcast Killer Queens, episodio 180, e dal podcast criminale International Infamy with Ashley Flowers.[41]
- L'evento è stato trasformato da tragedia a materiale comico morboso[42] per serie televisive statunitensi come Seinfeld,[43] Buffy l'ammazzavampiri[44] e I Simpson,[45] ed "è diventato profondamente radicato nella cultura pop americana" con frasi come "un dingo ha preso il mio bambino!" (a dingo's got my baby)[46]. Il rilascio di Lindy Chamberlain dal carcere è un evento significativo nell'episodio tre di The Newsreader.